# 111e Amerikaans Congres
Het 111e Amerikaans Congres was een zitting van het Congres van de Verenigde Staten van Amerika Het Amerikaans Congres bestaat uit de Amerikaanse Senaat en het Huis van Afgevaardigden. Het Congres kwam voor het eerst bij elkaar op 6 januari 2009 en de termijn duurde tot 3 januari 2011.
Dit congres omvatte de laatste weken van uittredende president George W. Bush en de eerste twee jaren van de eerste ambtstermijn van president Barack Obama. De verdeling van de zetels in het Huis van Afgevaardigden over de staten is gebaseerd op de volkstelling in 2000.

## Data van zittingen
6 januari 2009 - 3 januari 2011
- 1e sessie: 6 januari 2009[3] - 24 december 2009
- 2e sessie : 5 januari 2010 - 22 december 2010

## Verkiezing van de Voorzitter van het Huis van Afgevaardigden
Washington D.C. , 6 januari 2009 - Aantal leden 435 - Absolute meerderheid 218 (stemgerechtigd: 435)
| Nancy Pelosi | 255 | Democraat   |
| John Boehner | 174 | Republikein |
| Hiermee werd Nancy Pelosi herkozen als voorzitter van het Huis van Afgevaardigden (Speaker of the House of Representatives) |     |             |

## Zetelverdeling

### Senaat
|                                | Partij (Schuigedrukte partij heeft de meerderheid ) | Partij (Schuigedrukte partij heeft de meerderheid ) | Partij (Schuigedrukte partij heeft de meerderheid ) | Totaal |   |
| ------------------------------ | --------------------------------------------------- | --------------------------------------------------- | --------------------------------------------------- | ------ | - |
|                                |                                                     |                                                     |                                                     | Totaal |   |
| Democraten                     | Onafhankelijk                                       | Republikeinen                                       | Vacant                                              | Totaal |   |
| Einde van het vorige Congres   | 48                                                  | 2                                                   | 49                                                  | 99     | 1 |
|                                |                                                     |                                                     |                                                     |        |   |
| Begin                          | 55                                                  | 2                                                   | 41                                                  | 98     | 2 |
| 15 januari 2010                | 56                                                  | 2                                                   | 41                                                  | 99     | 1 |
| 20 januari 2010                | 55                                                  | 2                                                   | 41                                                  | 98     | 2 |
| 26 januari 2009                | 56                                                  | 2                                                   | 41                                                  | 99     | 1 |
| 30 april 2009                  | 57                                                  | 2                                                   | 40                                                  | 99     | 1 |
| 7 juli 2009                    | 58                                                  | 2                                                   | 40                                                  | 100    | 0 |
| 25 augustus 2009               | 57                                                  | 2                                                   | 40                                                  | 99     | 1 |
| 9 september 2009               | 57                                                  | 2                                                   | 39                                                  | 98     | 2 |
| 10 september 2009              | 57                                                  | 2                                                   | 40                                                  | 99     | 1 |
| 25 september 2009              | 58                                                  | 2                                                   | 40                                                  | 100    | 0 |
| 4 februari 2010                | 57                                                  | 2                                                   | 41                                                  | 100    | 0 |
| 28 juni 2010                   | 56                                                  | 2                                                   | 41                                                  | 99     | 1 |
| 16 juli 2010                   | 57                                                  | 2                                                   | 41                                                  | 100    | 0 |
| Aantal procent van de stemmen  | 59%                                                 | 59%                                                 | 41%                                                 |        |   |
|                                |                                                     |                                                     |                                                     |        |   |
| Begin van het Volgende congres | 51                                                  | 2                                                   | 47                                                  | 100    | 0 |

### Huis van afgevaardigden
|                                 | Partij (Partij in het schuin heeft de meerderheid ) | Partij (Partij in het schuin heeft de meerderheid ) | Totaal |   |  |
| ------------------------------- | --------------------------------------------------- | --------------------------------------------------- | ------ | - |  |
|                                 |                                                     |                                                     | Totaal |   |  |
| Democraten                      | Republikeinen                                       | Vacant                                              | Totaal |   |  |
| Einde van vorig congres         | 235                                                 | 198                                                 | 433    | 2 |  |
|                                 |                                                     |                                                     |        |   |  |
| Begin                           | 256                                                 | 178                                                 | 434    | 1 |  |
| 26 januari 2009                 | 255                                                 | 178                                                 | 433    | 2 |  |
| 24 februari 2009                | 254                                                 | 178                                                 | 432    | 3 |  |
| 21 april 2009                   | 255                                                 | 178                                                 | 433    | 2 |  |
| 29 april 2009                   | 256                                                 | 178                                                 | 434    | 1 |  |
| 26 juni 2009                    | 255                                                 | 178                                                 | 433    | 2 |  |
| 16 juli 2009                    | 256                                                 | 178                                                 | 434    | 1 |  |
| 21 september 2009               | 256                                                 | 177                                                 | 433    | 2 |  |
| 5 november 2009                 | 257                                                 | 177                                                 | 434    | 1 |  |
| 6 november 2009                 | 258                                                 | 177                                                 | 435    | 0 |  |
| 25 december 2009                | 257                                                 | 178                                                 | 435    | 0 |  |
| 3 januari 2010                  | 256                                                 | 178                                                 | 434    | 1 |  |
| 8 februari 2010                 | 255                                                 | 178                                                 | 433    | 2 |  |
| 28 februari 2010                | 254                                                 | 178                                                 | 432    | 3 |  |
| 8 maart 2010                    | 253                                                 | 178                                                 | 431    | 4 |  |
| 21 maart 2010                   | 253                                                 | 177                                                 | 430    | 5 |  |
| 15 april 2010                   | 254                                                 | 177                                                 | 431    | 4 |  |
| 20 mei 2010                     | 255                                                 | 177                                                 | 432    | 3 |  |
| 21 mei 2010                     | 255                                                 | 176                                                 | 431    | 4 |  |
| 25 mei 2010                     | 255                                                 | 177                                                 | 432    | 3 |  |
| 14 juni 2010                    | 255                                                 | 178                                                 | 433    | 2 |  |
| Aantal procent van de stemmen   | 58.9%                                               | 41.1%                                               |        |   |  |
| Leden die geen stemrecht hebben | 6                                                   | 0                                                   | 6      | 0 |  |
|                                 |                                                     |                                                     |        |   |  |
| Begin van het Volgende Congres  | 193                                                 | 242                                                 | 435    | 0 |  |

## Leden van deAmerikaanse Senaat
(R) = Republikein, (D) = Democraat, (I) = Onafhankelijk (Independent)
| Staat                                                          | Senior senator           | Junior senator            |
| -------------------------------------------------------------- | ------------------------ | ------------------------- |
| Alabama                                                        | Richard Shelby (R)       | Jeff Sessions (R)         |
| Alaska                                                         | Lisa Murkowski (R)       | Mark Begich (D)           |
| Arizona                                                        | John McCain (R)          | Jon Kyl (R)               |
| Arkansas                                                       | Blanche Lincoln (D)      | Mark Pryor (D)            |
| Californië                                                     | Dianne Feinstein (D)     | Barbara Boxer (D)         |
| Colorado                                                       | Ken Salazar (D)          | Mark Udall (D)            |
| Connecticut                                                    | Christopher Dodd (D)     | Joe Lieberman (I)         |
| Delaware                                                       | Ted Kaufman (D)          | Thomas Carper (D)         |
| Florida                                                        | Bill Nelson (D)          | Mel Martinez (R)          |
| Georgia                                                        | Saxby Chambliss (R)      | Johnny Isakson (R)        |
| Hawaï                                                          | Daniel Inouye (D)        | Daniel Akaka (D)          |
| Idaho                                                          | Mike Crapo (R)           | Jim Risch (R)             |
| Illinois                                                       | Richard Durbin (D)       | Roland Burris (D)         |
| Indiana                                                        | Richard Lugar (R)        | Evan Bayh (D)             |
| Iowa                                                           | Chuck Grassley (R)       | Tom Harkin (D)            |
| Kansas                                                         | Sam Brownback (R)        | Pat Roberts (R)           |
| Kentucky                                                       | Mitch McConnell (R)      | Jim Bunning (R)           |
| Louisiana                                                      | Mary Landrieu (D)        | David Vitter (R)          |
| Maine                                                          | Olympia Snowe (R)        | Susan Collins (R)         |
| Maryland                                                       | Barbara Mikulski (D)     | Ben Cardin (D)            |
| Massachusetts                                                  | John Kerry (D)           | Scott Brown (R)           |
| Michigan                                                       | Carl Levin (D)           | Debbie Stabenow (D)       |
| Minnesota                                                      | Amy Klobuchar (D)        | Al Franken (D)            |
| Mississippi                                                    | Thad Cochran (R)         | Roger Wicker (R)          |
| Missouri                                                       | Kit Bond (R)             | Claire McCaskill (D)      |
| Montana                                                        | Max Baucus (D)           | Jon Tester (D)            |
| Nebraska                                                       | Ben Nelson (D)           | Mike Johanns (R)          |
| Nevada                                                         | Harry Reid (D)           | John Ensign (R)           |
| New Hampshire                                                  | Judd Gregg (R)           | Jeanne Shaheen (D)        |
| New Jersey                                                     | Frank Lautenberg (D)     | Robert Menendez (D)       |
| New Mexico                                                     | Jeff Bingaman (D)        | Tom Udall (D)             |
| New York                                                       | Charles Schumer (D)      | Kirsten Gillibrand (D)    |
| North Carolina                                                 | Richard Burr (R)         | Kay Hagan (D)             |
| North Dakota                                                   | Kent Conrad (D)          | Byron Dorgan (D)          |
| Ohio                                                           | George Voinovich (R)     | Sherrod Brown (D)         |
| Oklahoma                                                       | James Inhofe (R)         | Tom Coburn (R)            |
| Oregon                                                         | Ron Wyden (D)            | Jeff Merkley (D)          |
| Pennsylvania                                                   | Arlen Specter (R)        | Bob Casey, Jr. (D)        |
| Rhode Island                                                   | Jack Reed (D)            | Sheldon Whitehouse (D)    |
| South Carolina                                                 | Lindsey Graham (R)       | Jim DeMint (R)            |
| South Dakota                                                   | Tim Johnson (D)          | John Thune (R)            |
| Tennessee                                                      | Lamar Alexander (R)      | Bob Corker (R)            |
| Texas                                                          | Kay Bailey Hutchison (R) | John Cornyn (R)           |
| Utah                                                           | Orrin Hatch (R)          | Robert Foster Bennett (R) |
| Vermont                                                        | Patrick Leahy (D)        | Bernie Sanders (I)        |
| Virginia                                                       | Jim Webb (D)             | Mark Warner (D)           |
| Washington                                                     | Patty Murray (D)         | Maria Cantwell (D)        |
| West Virginia                                                  | Robert Byrd (D)          | Jay Rockefeller (D)       |
| Wisconsin                                                      | Herbert Kohl (D)         | Russ Feingold (D)         |
| Wyoming                                                        | Mike Enzi (R)            | John Barrasso (R)         |
| 57 Democraten (D), 41 Republikeinen (R) en 2 Onafhankelijk (I) |                          |                           |

* Massachusetts: vacature 

## Leden van het Huis van Afgevaardigden
- (D): Democraat
- (R): Republikein
- (I): Onafhankelijk (Independent): geen lid van Republikeinse of Democratische partij
- (ID): "onafhankelijke Democraat": Als onafhankelijke kandidaat gekozen, maar van Democratische signatuur
- #: Staat voor het kiesdistrict in de desbetreffende staat

### Alabama
(4-2 Republikein)
1. Jo Bonner (R)
2. Bobby Bright (D)
3. Mike D. Rogers (R)
4. Robert Aderholt (R)
5. Parker Griffith (R)
6. Spencer Bachus (R)
7. Artur Davis (D)

### Alaska
(1 Republikein)
1. Don Young (R)

### Arizona
(5-3 Democraten)
1. Ann Kirkpatrick (D)
2. Trent Franks (R)
3. John Shadegg (R)
4. Ed Pastor (D)
5. Harry Mitchell (D)
6. Jeff Flake (R)
7. Raúl M. Grijalva (D)
8. Gabrielle Giffords (D)

### Arkansas
(3-1 Democraten)
1. Marion Berry (D)
2. Vic Snyder (D)
3. John Boozman (R)
4. Mike Ross (D)

### Californië
(34-19 Democraten,)
1. Mike Thompson (D)
2. Wally Herger (R)
3. Dan Lungren (R)
4. Tom McClintock (R)
5. Doris Matsui (D)
6. Lynn Woolsey (D)
7. George Miller (D)
8. Nancy Pelosi (D)
9. Barbara Lee (D)
10. Ellen Tauscher (D) tot 26 juni 2009
  1. John Garamendi (D) vanaf 5 november 2009
11. Jerry McNerney (D)
12. Jackie Speier (D)
13. Pete Stark (D)
14. Anna Eshoo (D)
15. Mike Honda (D)
16. Zoe Lofgren (D)
17. Sam Farr (D)
18. Dennis Cardoza (D)
19. George Radanovich (R)
20. Jim Costa (D)
21. Devin Nunes (R)
22. Kevin McCarthy (R)
23. Lois Capps (D)
24. Elton Gallegly (R)
25. Howard McKeon (R)
26. David Dreier (R)
27. Brad Sherman (D)
28. Howard Berman (D)
29. Adam Schiff (D)
30. Henry Waxman (D)
31. Xavier Becerra (D)
32. Hilda Solis (D) tot 24 februari 2009
33. Judy Chu {D) vanaf 16 juli 2009
34. Diane Watson (D)
35. Lucille Roybal-Allard (D)
36. Maxine Waters (D)
37. Jane Harman (D)
38. Laura Richardson (D)
39. Grace Napolitano (D)
40. Linda Sánchez (D)
41. Edward R. Royce (R)
42. Jerry Lewis (R)
43. Gary Miller (R)
44. Joe Baca (D)
45. Ken Calvert (R)
46. Mary Bono Mack (R)
47. Dana Rohrabacher (R)
48. Loretta Sanchez (D)
49. John Campbell (R)
50. Darrell Issa (R)
51. Brian Bilbray (R)
52. Bob Filner (D)
53. Duncan Hunter (R)
54. Susan Davis (D)

### Colorado
(5-2 Democraten)
1. Diana DeGette (D)
2. Jared Polis (D)
3. John Salazar (D)
4. Betsy Markey (D)
5. Doug Lamborn (R)
6. Mike Coffman (R)
7. Ed Perlmutter (D)

### Connecticut
(5 Democraten)
1. John Larson (D)
2. Joe Courtney (D)
3. Rosa DeLauro (D)
4. Jim Himes (D)
5. Chris Murphy (D)

### Delaware
(1 Republikein)
1. Michael N. Castle (R)

### Florida
(15-10 Repubikein)
1. Jeff Miller (R)
2. Allen Boyd (D)
3. Corrine Brown (D)
4. Ander Crenshaw (R)
5. Bill Posey (R)
6. Cliff Stearns (R)
7. John Mica (R)
8. Alan Grayson (D)
9. Gus Bilirakis (R)
10. Bill Young (R)
11. Kathy Castor (D)
12. Adam Putnam (R)
13. Vern Buchanan (R)
14. Connie Mack IV (R)
15. Bill Posey (R)
16. Tom Rooney (R)
17. Kendrick Meek (D)
18. Ileana Ros-Lehtinen (R)
19. Robert Wexler (D)
20. Debbie Wasserman Schultz (D)
21. Lincoln Diaz-Balart (R)
22. Ron Klein (D)
23. Alcee Hastings (D)
24. Suzanne Kosmas (D)
25. Mario Diaz-Balart (R)

### Georgia
(7-6 Republikeinen)
1. Jack Kingston (R)
2. Sanford Bishop (D)
3. Lynn Westmoreland (R)
4. Hank Johnson (D)
5. John Robert Lewis (D)
6. Tom Price (R)
7. John Linder (R)
8. Jim Marshall (D)
9. Nathan Deal (R)
10. Paul Broun (R)
11. Phil Gingrey (R)
12. John Barrow (D)
13. David Scott (D)

### Hawaï
(2 Democraten)
1. Neil Abercrombie (D)
2. Mazie Hirono (D)

### Idaho
(1-1 gelijk)
1. Walter Minnick (D)
2. Michael K. Simpson (R)

### Illinois
(12-7 Democraten)
1. Bobby Rush (D)
2. Jesse Jackson, Jr. (D)
3. Dan Lipinski (D)
4. Luis Gutierrez (D)
5. vacant
6. Peter Roskam (R)
7. Danny K. Davis (D)
8. Melissa Bean (D)
9. Janice D. Schakowsky (D)
10. Mark Steven Kirk (R)
11. Debbie Halvorson (D)
12. Jerry Costello (D)
13. Judy Biggert (R)
14. Bill Foster (D)
15. Timothy V. Johnson (R)
16. Donald Manzullo (R)
17. Philip Hare (D)
18. Aaron Schock (R)
19. John Shimkus (R)

### Indiana
(5-4 Democraten)
1. Pete Visclosky (D)
2. Joe Donnelly (D)
3. Mark Souder (R)
4. Steve Buyer (R)
5. Dan Burton (R)
6. Mike Pence (R)
7. André Carson (D)
8. Brad Ellsworth (D)
9. Baron Hill (D)

### Iowa
(3-2 Democraten)
1. Bruce Braley (D)
2. David Loebsack (D)
3. Leonard Boswell (D)
4. Tom Latham (R)
5. Steve King (R)

### Kansas
(3-1 Republikein)
1. Jerry Moran (R)
2. Lynn Jenkins (R)
3. Dennis Moore (D)
4. Todd Tiahrt (R)

### Kentucky
(4-2 Republikeinen)
1. Ed Whitfield (R)
2. Brett Guthrie (R)
3. John Yarmuth (D)
4. Geoff Davis (R)
5. Harold Rogers (R)
6. Ben Chandler (D)

### Louisiana
(6-1 Republikeinen)
1. Steve Scalise (R)
2. Joseph Cao (R)
3. Charlie Melancon (D)
4. John C. Fleming
5. Rodney Alexander (R)
6. Bill Cassidy (R)
7. Charles Boustany (R)

### Maine
(2 Democraten)
1. Chellie Pingree (D)
2. Mike Michaud (D)

### Maryland
(7-1 Democraten)
1. Frank Kratovil (D)
2. Dutch Ruppersberger (D)
3. John Sarbanes (D)
4. Donna Edwards (D)
5. Steny Hoyer (D)
6. Roscoe Bartlett (R)
7. Elijah Cummings (D)
8. Chris Van Hollen (D)

### Massachusetts
(10 Democaten)
1. John Olver (D)
2. Richard Neal (D)
3. Jim McGovern (D)
4. Barney Frank (D)
5. Niki Tsongas (D)
6. John Tierney (D)
7. Ed Markey (D)
8. Mike Capuano (D)
9. Stephen Lynch (D)
10. Bill Delahunt (D)

### Michigan
(8-7 Democraten)
1. Bart Stupak (D)
2. Peter Hoekstra (R)
3. Vern Ehlers (R)
4. David Lee Camp (R)
5. Dale E. Kildee (D)
6. Fred Upton (R)
7. Mark Schauer (D)
8. Mike J. Rogers (R)
9. Gary Peters (D)
10. Candice Miller (R)
11. Thaddeus McCotter (R)
12. Sander Levin (D)
13. Carolyn Cheeks Kilpatrick (D)
14. John Conyers (D)
15. John Dingell (D)

### Minnesota
(5-3 Democraten)
1. Tim Walz (D)
2. John Kline (R)
3. Erik Paulsen (R)
4. Betty McCollum (D)
5. Keith Ellison (D)
6. Michele Bachmann (R)
7. Collin Peterson (D)
8. Jim Oberstar (D)

### Mississippi
(3-1 Democraten)
1. Travis Childers (D)
2. Bennie Thompson (D)
3. Gregg Harper (R)
4. Gene Taylor (D)

### Missouri
(5-4 Republikeinen)
1. William Lacy Clay, Jr. (D)
2. Todd Akin (R)
3. Russ Carnahan (D)
4. Ike Skelton (D)
5. Emanuel Cleaver (D)
6. Sam Graves (R)
7. Roy Blunt (R)
8. Jo Ann Emerson (R)
9. Blaine Luetkemeyer (R)

### Montana
(1 Republikein)
1. Denny Rehberg (R)

### Nebraska
(3 Republikeinen)
1. Jeff Fortenberry (R)
2. Lee Terry (R)
3. Adrian Smith (R)

### Nevada
(2-1 Democraten)
1. Shelley Berkley (D)
2. Dean Heller (R)
3. Dina Titus (D)

### New Hampshire
(2 Democraten)
1. Carol Shea-Porter (D)
2. Paul Hodes (D)

### New Jersey
(8-5 Democraten)
1. Rob Andrews (D)
2. Frank LoBiondo (R)
3. John Adler (D)
4. Chris Smith (R)
5. Scott Garrett (R)
6. Frank Pallone (D)
7. Leonard Lance (R)
8. Bill Pascrell Jr. (D)
9. Steve Rothman (D)
10. Donald M. Payne (D)
11. Rodney Frelinghuysen (R)
12. Rush D. Holt Jr. (D)
13. Albio Sires (D)

### New Mexico
(3 Democraten)
1. Martin Heinrich (D)
2. Harry Teague (D)
3. Ben R. Luján (D)

### New York
(26-3 Democraten)
1. Tim Bishop (D)
2. Steve Israel (D)
3. Peter T. King (R)
4. Carolyn McCarthy (D)
5. Gary Ackerman (D)
6. Gregory W. Meeks (D)
7. Joseph Crowley (D)
8. Jerrold Nadler (D)
9. Anthony D. Weiner (D)
10. Ed Towns (D)
11. Yvette D. Clarke (D)
12. Nydia Velázquez (D)
13. Michael McMahon (D)
14. Carolyn B. Maloney (D)
15. Charles B. Rangel (D)
16. José Serrano (D)
17. Eliot L. Engel (D)
18. Nita Lowey (D)
19. John Hall (D)
20. Kirsten Gillibrand (D)
21. Paul Tonko (D)
22. Maurice Hinchey (D)
23. John M. McHugh (R)
24. Michael Arcuri (D)
25. Dan Maffei (D)
26. Chris Lee (R)
27. Brian Higgins (D)
28. Louise McIntosh Slaughter (D)
29. Eric Massa (D)

### North Carolina
(8-5 Democraten)
1. G. K. Butterfield (D)
2. Bob Etheridge (D)
3. Walter B. Jones (R)
4. David Price (D)
5. Virginia Foxx (R)
6. Howard Coble (R)
7. Mike McIntyre (D)
8. Larry Kissell (D)
9. Sue Wilkins Myrick (R)
10. Patrick McHenry (R)
11. Heath Shuler (D)
12. Mel Watt (D)
13. Brad Miller (D)

### North Dakota
(1 Democraat)
1. Earl Pomeroy (D)

### Ohio
(10-8 Democraten)
1. Steve Driehaus (D)
2. Jean Schmidt (R)
3. Michael R. Turner (R)
4. Jim Jordan (R)
5. Bob Latta (R)
6. Charlie Wilson (D)
7. Steve Austria (R)
8. John A. Boehner (R)
9. Marcy Kaptur (D)
10. Dennis J. Kucinich (D)
11. Marcia Fudge (D)
12. Pat Tiberi (R)
13. Betty Sutton (D)
14. Steve LaTourette (R)
15. Mary Jo Kilroy (D)
16. John Boccieri (D)
17. Tim Ryan (D)
18. Zack Space (D)

### Oklahoma
(4-1 Republikein)
1. John Sullivan (R)
2. Dan Boren (D)
3. Frank Lucas (R)
4. Tom Cole (R)
5. Mary Fallin (R)

### Oregon
(4-1 Democraten)
1. David Wu (D)
2. Greg Walden (R)
3. Earl Blumenauer (D)
4. Peter DeFazio (D)
5. Kurt Schrader (D)

### Pennsylvania
(12-7 Democraten)
1. Bob Brady (D)
2. Chaka Fattah (D)
3. Kathy Dahlkemper (D)
4. Jason Altmire (D)
5. Glenn Thompson (R)
6. Jim Gerlach (R)
7. Joe Sestak (D)
8. Patrick Murphy (D)
9. Bill Shuster (R)
10. Chris Carney (D)
11. Paul E. Kanjorski (D)
12. John Murtha (D)
13. Allyson Schwartz (D)
14. Michael F. Doyle (D)
15. Charlie Dent (R)
16. Joseph R. Pitts (R)
17. Tim Holden (D)
18. Tim Murphy (R)
19. Todd Platts (R)

### Rhode Island
(2 Democraten)
1. Patrick J. Kennedy (D)
2. James Langevin (D)

### South Carolina
(4-2 Republikeinen)
1. Henry E. Brown, Jr. (R)
2. Joe Wilson (R)
3. Gresham Barrett (R)
4. Bob Inglis (R)
5. John Spratt (D)
6. Jim Clyburn (D)

### South Dakota
(1 Democraat)
1. Stephanie Herseth Sandlin (D)

### Tennessee
(5-4 Democraten)
1. Phil Roe (R)
2. John Duncan (R)
3. Zach Wamp (R)
4. Lincoln Davis (D)
5. Jim Cooper (D)
6. Bart Gordon (D)
7. Marsha Blackburn (R)
8. John S. Tanner (D)
9. Steve Cohen (D)

### Texas
(20-12 Republikeinen)
1. Louie Gohmert (R)
2. Ted Poe (R)
3. Sam Johnson (R)
4. Ralph Hall (R)
5. Jeb Hensarling (R)
6. Joe Barton (R)
7. John Culberson (R)
8. Kevin Brady (R)
9. Al Green (D)
10. Michael McCaul (R)
11. Mike Conaway (R)
12. Kay Granger (R)
13. Mac Thornberry (R)
14. Ron Paul (R)
15. Rubén Hinojosa (D)
16. Silvestre Reyes (D)
17. Chet Edwards (D)
18. Sheila Jackson-Lee (D)
19. Randy Neugebauer (R)
20. Charlie Gonzalez (D)
21. Lamar Smith (R)
22. Pete Olson (R)
23. Ciro Rodriguez (D)
24. Kenny Marchant (R)
25. Lloyd Doggett (D)
26. Michael C. Burgess (R)
27. Solomon P. Ortiz (D)
28. Henry Cuellar (D)
29. Gene Green (D)
30. Eddie Bernice Johnson (D)
31. John Carter (R)
32. Pete Sessions (R)

### Utah
(2-1 Republikeinen)
1. Rob Bishop (R)
2. Jim Matheson (D)
3. Jason Chaffetz (R)

### Vermont
(1 Democraat)
1. Peter Welch (D)

### Virginia
(6-5 Democraten)
1. Rob Wittman (R)
2. Glenn Nye (D)
3. Robert C. Scott (D)
4. Randy Forbes (R)
5. Tom Perriello (D)
6. Bob Goodlatte (R)
7. Eric Cantor (R)
8. Jim Moran (D)
9. Rick Boucher (D)
10. Frank Wolf (R)
11. Gerry Connolly (D)

### Washington
(6-3 Democraten)
1. Jay Inslee (D)
2. Rick Larsen (D)
3. Brian Baird (D)
4. Doc Hastings (R)
5. Cathy McMorris Rodgers (R)
6. Norm Dicks (D)
7. Jim McDermott (D)
8. Dave Reichert (R)
9. Adam Smith (D)

### West Virginia
(2-1 Democraten)
1. Alan Mollohan (D)
2. Shelley Moore Capito (R)
3. Nick Rahall (D)

### Wisconsin
(5-3 Democraten)
1. Paul Ryan (R)
2. Tammy Baldwin (D)
3. Ron Kind (D)
4. Gwen Moore (D)
5. Jim Sensenbrenner (R)
6. Tom Petri (R)
7. Dave Obey (D)
8. Steve Kagen (D)

### Wyoming
(1 Republikein)
1. Cynthia Lummis (R)

### Leden die geen stemrecht hebben
1. Eni Faleomavaega (D, Amerikaans-Samoa)
2. Eleanor Holmes Norton (D, District of Columbia)
3. Madeleine Bordallo (D, Guam)
4. Gregorio C. Sablan (I, later D, Noordelijke Marianen)
5. Pedro Pierluisi (D en New Progressive Party of Puerto Rico)
6. Donna Christian-Christensen (D, Amerikaanse Maagdeneilanden)